# Thrandeston
Thrandeston is een civil parish in het bestuurlijke gebied Mid Suffolk, in het Engelse graafschap Suffolk met 146 inwoners.